# Wang Liping
Wang Liping (n. 8 iulie 1976, Fengcheng⁠(d), Liaoning, Republica Populară Chineză) este o atletă ce a reprezentat Republica Populară Chineză, medaliată olimpică. A participat la 2 ediții ale Jocurilor Olimpice (2000, 2004) în care a câștigat o medalie de aur în proba de 20 km marș.

## Palmares
| An   | Competiție            | Locație            | Loc | Eveniment  | Note    |
| ---- | --------------------- | ------------------ | --- | ---------- | ------- |
| 1995 | Cupa Mondială de Marș | Beijing, China     | 5   | 20 km marș | 1:29:26 |
| 1997 | Cupa Mondială de Marș | Poděbrady, Cehia   | 9   | 10 km marș | 42:53   |
| 2000 | Jocurile Olimpice     | Sydney, Australia  | 1   | 20 km marș | 1:29:05 |
| 2001 | Universiada           | Beijing, China     | 3   | 10 km marș | 44:01   |
| 2004 | Cupa Mondială de Marș | Naumburg, Germania | 10  | 20 km marș | 1:29:12 |
| 2004 | Jocurile Olimpice     | Atena, Grecia      | 8   | 20 km marș | 1:30:16 |
| 2005 | Campionatul Mondial   | Helsinki, Finlanda | –   | 20 km marș | NT      |

## Legături externe
- Materiale media legate de Wang Liping la Wikimedia Commons
- en Wang Liping la World Athletics
- en Wang Liping la Olympedia.org